# Bryotropha similis
Bryotropha similis — вид лускокрилих комах з родини виїмчастокрилі молі (Gelechiidae).

## Поширення
Має голарктичне поширення, включаючи Гренландію та Ісландію. Поширений у Північній, Центральній та Східній Європі. У Південній Європі він відомий лише в кількох гірських регіонах. Він також зустрічається по всій Палеарктиці.

## Опис
Розмах крил 11-13 мм. Кінцевий членик щупика довше другого. Передні крила темно-коричневі, з блідішими крапками; стигмати невиразно чорнуваті, перший диск за межами згину; слабка тонка бліда фасція з тупими кутами на 3 місці, що утворює нечітку вохристо-білувату пляму на кості. Задні крила сірі, спереду блідіші.

## Спосіб життя
Дорослі особини були зареєстровані на крилі з початку червня до кінця серпня, ймовірно, в одному поколінні на рік.